# Большой Камень (городской округ)
Большо́й Ка́мень — административно-территориальная единица (город краевого подчинения) и образованное в его границах муниципальное образование городско́й о́круг Большо́й Ка́мень в Приморском крае России.
Административный центр — город Большой Камень.

## География
На севере и востоке граничит со Шкотовским районом, на юге с ЗАТО город Фокино, на западе имеет морскую границу вдоль восточного берега Уссурийского залива.
По территории городского округа протекает две реки — Петровка и Сахарная.
Площадь городского округа — 119,8 км².

## Население
| 2002    | 2006    | 2009    | 2010    | 2012    | 2013    | 2014    |
| ------- | ------- | ------- | ------- | ------- | ------- | ------- |
| 39 356  | ↘39 200 | ↗39 363 | ↗40 535 | ↗40 762 | ↘40 694 | ↘40 393 |
| 2015    | 2016    | 2017    | 2018    | 2019    | 2020    | 2021    |
| ↘39 879 | ↗39 978 | ↘39 739 | ↘39 300 | ↘39 161 | ↗40 301 | ↗43 663 |
| 2022    | 2023    | 2024    |         |         |         |         |
| ↘43 601 | ↘42 271 | ↗42 502 |         |         |         |         |

## Населённые пункты
В состав городского округа и города краевого подчинения входят 3 населённых пункта:
| № | Населённый пункт | Тип   | Население |
| - | ---------------- | ----- | --------- |
| 1 | Большой Камень   | город | ↗40 697   |
| 2 | Петровка         | село  | ↗1329     |
| 3 | Суходол          | село  | ↗509      |

## История
До 1 января 2015 года имел статус ЗАТО.
Глава городского округа с 2022 года — Рустям Саитович Абушаев.

## Топографические карты
- Лист карты K-53-VII Находка. Масштаб: 1 : 200 000. Состояние местности на 1979 год. Издание 1983 г.